# Evangelische Kirche (Dossenheim)

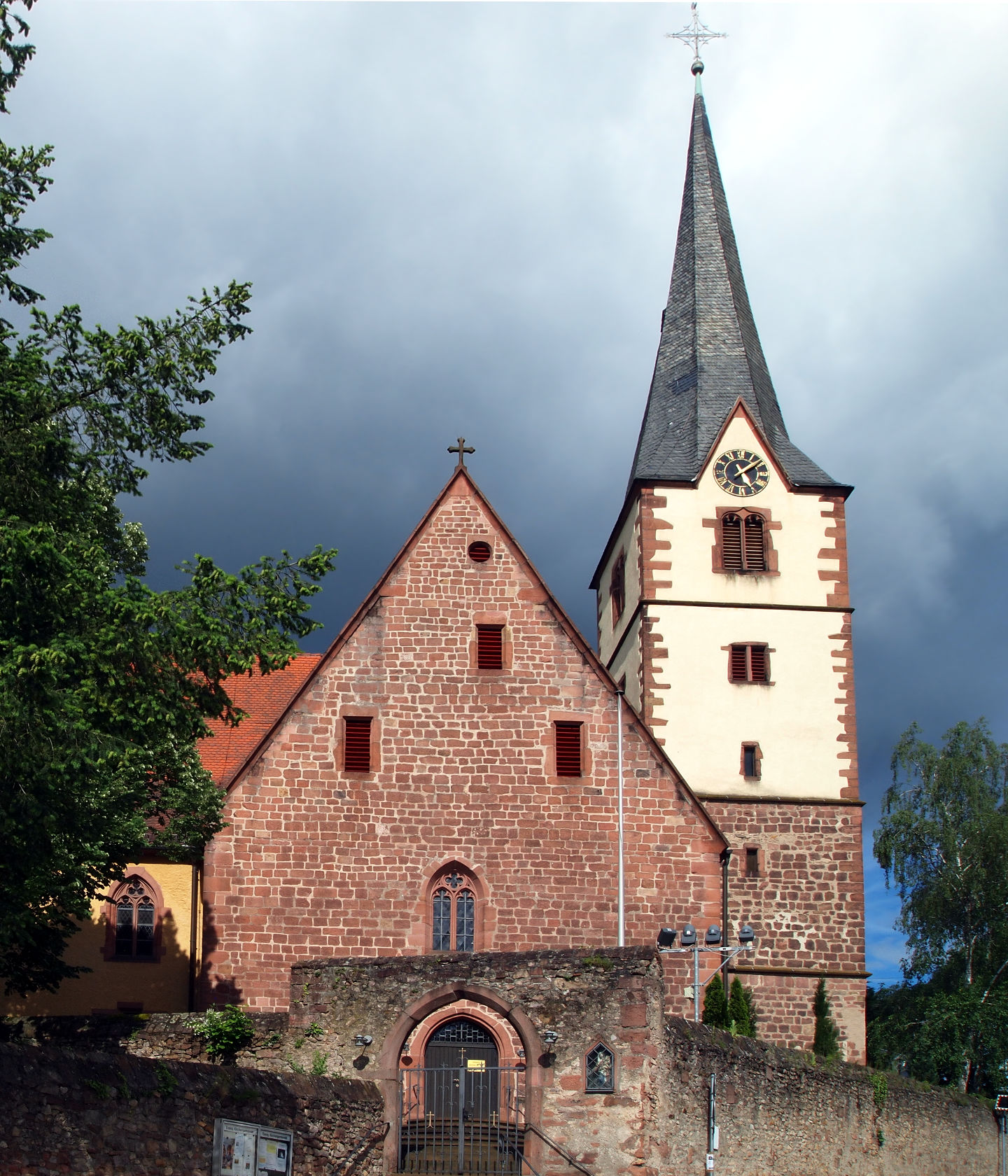
Evangelische Kirche, links der Erweiterungsbau

Die Evangelische Kirche in Dossenheim im Rhein-Neckar-Kreis im Nordwesten Baden-Württembergs wurde im 15. Jahrhundert erbaut. 1932 erhielt sie einen Erweiterungsbau.

## Geschichte
766 wurde Dossenheim im Lorscher Codex erstmals urkundlich erwähnt. Bereits im Jahr 794 wird erstmals eine Kirche im Ort genannt. Das Recht zur Ernennung des Pfarrers und zur Einziehung des Kirchenzehnts war im 13. Jahrhundert wormisches Lehen der Herren von Schauenburg. Nach ihrem Aussterben verkauften die Erben die Rechte 1293 an das Wormser Domkapitel. Inhaber der Vogtei und damit kirchenbaupflichtig wurden die Herren von Handschuhsheim. Sie erbauten 1375 eine neue Kirche in Dossenheim. Im pfälzisch-mainzischen Krieg wurde die Kirche 1460 zerstört. Anschließend wurde sie mit Steinen der gleichzeitig geschleiften Schauenburg wiederaufgebaut. Im Wormser Synodale, einem Visitationsbericht der Pfarreien im Bistum Worms, wurde 1496 die St. Pankratius geweihte Kirche beschrieben.
1556 führte Kurfürst Ottheinrich die Reformation in der Kurpfalz ein. Allerdings gab es lange Zeit Streit zwischen Kurmainz und der Kurpfalz über die Hoheit über Dossenheim. 1650 wurde der Streit im Bergsträßer Rezess beigelegt, danach durften die Katholiken die Kirche mitbenutzen. Sie feierten ihre Gottesdienste im Chor, die Reformierten im Langhaus. Die Simultannutzung hatte bis 1926 Bestand, bis die Katholiken die neue St.-Pankratius-Kirche erbauten. Auch für die Evangelischen allein war die alte Kirche aber durch die gewachsene Bevölkerung zu klein geworden. Deswegen wurde zwischen 1931 und 1932 ein neues Langhaus angebaut. 1974 und 2000 wurde der Innenraum renoviert und umgestaltet.
Bis 1807 befand sich bei der Kirche der ursprüngliche Dossenheimer Friedhof, die Kirchhofmauer hat sich zum Teil erhalten. Da man den Friedhof um die Kirche nicht mehr erweitern konnte, hat man ihn durch den, damals noch außerhalb des Dorfes angelegten, heutigen Dossenheimer Friedhof ersetzt.

## Beschreibung

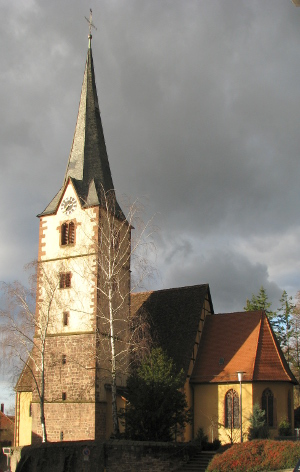
Ansicht von Südosten, rechts der spätgotische Chor

Die Kirche steht im Osten von Dossenheim. Ursprünglich war sie geostet, das mit einem Walmdach gedeckte 1932 angebaute Langhaus erstreckt sich nach Norden. Der Turm ist an der Südseite platziert.
Im Erdgeschoss des Turms wurden Werksteine mit Fischgrätmuster aus dem 11. Jahrhundert vermauert. Im Turm erinnert eine Inschrift in gotischer Majuskel an die Grundsteinlegung durch die Ritter von Handschuhsheim am Pankratiustag 1375. Der alte Chor besitzt einen 5/8-Schluss und spätgotische Maßwerkfenster. Bei den Arbeiten 1932 wurde im Chor ein Teil eines Sarkophagdeckels aus dem 12. Jahrhundert entdeckt.
Das 1932 angebaute Langhaus wurde nach den Zielen des Bauhauses gestaltet. Der nüchterne Saal besitzt eine drei Seiten umlaufende Empore. Von Hans Adolf Bühler befinden sich zwei Wandgemälde in der Kirche. „Die Einführung der Reformation in Dossenheim“ ist im Vorbau dargestellt. Vor „Die Versuchung Jesu“ im Altarraum wurde 1973 wegen der „germanischen“ Darstellung Jesu eine Holzwand gestellt. Die Orgel wurde 2001 von Matz & Luge erbaut. Das Instrument hat 22 Register auf zwei Manualen und Pedal.